# Classe Valiant
I sottomarini nucleari della classe Valiant furono i primi costruiti con componenti completamente britannici, dato che il HMS Dreadnought utilizzava un reattore statunitense. Furono costruite solo due navi di questa classe, la prima, la HMS Valiant  venne commissionata nel 1960, ma entrò in servizio solo nel 1966, mentre l'HMS Warspite venne commissionato l'anno seguente. Entrambi furono costruiti dalla Vickers a Barrow-in-Furness.
Entrambi i sottomarini di questa classe sono stati battezzati con i nomi di note navi da battaglia inglesi delle due guerre mondiali. Avevano un reattore inglese e un generale ingrandimento rispetto al HMS Dreadnought da cui derivavano direttamente. Furono significativamente più silenziosi del Dreadnought  ed erano dotati di un generatore elettrico-diesel Paxman che poteva essere usato in emergenza per muoversi silenziosamente. In praticamente ogni altro aspetto i Valiant  erano identici al Dreadnought.
Si trattava di battelli molto veloci (29 nodi) e assai grandi, con un unico motore, struttura convenzionale data da uno scafo singolo, affusolato, con vela alta e priva di timoni, 2 alette di controllo a prua, e 4 timoni a poppa, al centro dei quali vi è l'unica elica.
La struttura interna era quella tipica di un sottomarino d'attacco nucleare. A prua, il comparto per il grande sonar a bassa frequenza, subito dopo il comparto siluri e a seguire, all'incirca a mezza nave, la centrale di combattimento e sopra di essa la vela, con i timoni. Di seguito altri alloggi e stive varie, mensa e magazzini. L'ultimo terzo abbondante dello scafo era riservato al reattore nucleare, seguito da 2 turbine sullo stesso asse portaelica, la quale, all'estrema poppa era circondata da impennaggi cruciformi.
L'armamento era di 6 tubi lanciasiluri da 533 mm a prua con ben 32 siluri o 64 mine di fondo, una dotazione molto superiore alla norma e che consentiva pochi imbarazzi nella scelta delle armi da imbarcare, anche quando questa si è molto differenziata. Come i battelli successivi, disponeva anche di generatore d'emergenza diesel e di un complesso di 112 batterie, oltre ad un motore elettrico ausiliario, tutto questo per rimediare ad avarie del reattore raffreddato ad acqua pressurizzata, specie considerando che esso era per l'appunto, l'unico della nave.
Sono stati molto aggiornati, con il passaggio dai siluri Mk 8 AN e Mk 23 ASW agli Mk 24 Tigerfish a doppio ruolo, pur mantenendo anche gli Mk 8, i quali, pur essendo armi all'origine prodotte nel 1927, si sono ritrovate in compagnia di sistemi di 50 anni successivi grazie all'aggioramento, durante gli anni ottanta, con i missili Sub-Harpoon e altre armi avanzate. Il sonar Type 2001 a bassa frequenza è stato sostituito dal 2020.
Il Valiant partecipò alla guerra delle Falklands, assieme ad altre 4 unità di varie classi di SSN inglesi.

## Unità
| Pennant | Nome     | (a) Costruttori scafo (b) Costruttori macchine                                                                                                   | Ordinata         | Impostata        | Varata            | Accettata in servizio | Entrata in servizio | Radiata        | Costo stimato |
| ------- | -------- | --- | ---------------- | ---------------- | ----------------- | --------------------- | ------------------- | -------------- | ------------- |
| S102    | Valiant  | (a) Vickers Ltd, Shipbuilding Group, Barrow-in-Furness (b) Vickers Ltd, Engineering Group, Barrow-in-Furness (b) Rolls Royce and Associates Ltd. | 31 agosto 1960   | 21 gennaio 1962  | 3 dicembre 1963   | Luglio 1966           | 18 luglio 1966      | 12 agosto 1994 | £25,300,000   |
| S103    | Warspite | (a) Vickers Ltd, Shipbuilding Group, Barrow-in-Furness (b) Vickers Ltd, Engineering Group, Barrow-in-Furness (b) Rolls Royce and Associates Ltd. | 12 dicembre 1962 | 10 dicembre 1963 | 25 settembre 1965 | Aprile 1967           | 18 aprile 1967      | 1991           | £21,455,000   |